# ASP.NET
ASP.NET és un entorn d'aplicació web distribuït per Microsoft i que els programadors poden usar per construir llocs web dinàmics, aplicacions web i serveis web XML. És part de la plataforma .NET de Microsoft i és la tecnologia successora de la de les Active Server Pages (ASP).